# 骆云莲
骆云莲（1970年—），四川汉源人，彝族，中华人民共和国政治人物、第十二届全国人民代表大会四川地区代表。
毕业于乐山市金口河区延枫中学专业。加入中国共产党。2013年，担任全国人大代表。